# Мичуровка
Мичуровка — деревня в Пронском районе Рязанской области. Входит в Мамоновское сельское поселение

## География
Находится в юго-западной части Рязанской области на расстоянии приблизительно 4 км на юг-юго-восток по прямой от районного центра города Пронск.

## История
Деревня, по местным данным, когда-то называлась Долгое. Современное название связано с тем, что около нее, в лесной сторожке родился Иван Владимирович Мичурин.

## Население
Численность населения: 7 человек в 2002 году (русские 100 %), 2 в 2010.